# Georges-René Pléville Le Pelley
Pour les articles homonymes, voir Pelley et Famille Le Pelley du Manoir.
Georges-René Le Pelley de Pléville, dit « le Corsaire à la jambe de bois », surnommé après la Révolution Pléville Le Pelley, né à Granville le 18 juin 1726,, et mort à Paris le 2 octobre 1805 ,, est un officier de marine, gentilhomme et homme politique français des XVIIIe et XIXe siècles. Il est gouverneur du port de Marseille, vice-amiral, ministre de la Marine et des Colonies du 18 août 1797 au 28 avril 1798, sénateur, chevalier de l'ordre royal et militaire de Saint-Louis et de l'ordre de Cincinnatus ; il est l'un des premiers grands officiers de l'ordre national de la Légion d'honneur.

## Biographie

### Ses origines
Georges-René Pléville Le Pelley descend d'une très ancienne famille de la bourgeoisie granvillaise, qui avait jadis gagné dans les armements maritimes une fortune considérable et sera anoblie en 1816,. Son père, Hervé Le Pelley (1699-1739),, sieur de Pléville, capitaine de navire est le fils de Jacques Le Pelley (1658-1726), sieur du Manoir. Sa mère, Jeanne Julienne Belliard du Saussey est la fille de Georges Belliard, sieur du Saussey dans la paroisse de Lingreville.
La théorie selon laquelle il aurait fui du collège de Coutances pour s'embarquer sur un navire, contre l'avis de sa famille, est une légende,. Il poursuit en effet de bonnes études classiques et son oncle, René Pierre Le Pelley du Manoir, curé de Granville, l'aurait volontiers vu entrer dans les ordres, alors que le jeune garçon ne rêvait que de navigation.

### Les débuts du marin
Son père meurt le 20 avril 1739, et le même mois Georges-René, presque âgé de treize ans, part en qualité de volontaire sur le navire le Comte-de-Thorigny, armé par Thomas Couraye du Parc et commandé par Jacques Caillouet, tous deux des parents, à destination de Gaspé pour la pêche à la morue. Il sera inscrit comme mousse sur le rôle de l'équipage,. Les conditions de vie sont si rudes que le jeune mousse sera remarqué par MM. Dry et Clément, armateur et capitaine du Clément qui le prendront à leur bord, pour un retour sur La Rochelle et Granville (désarmement le 21 janvier 1740).
« À son retour, on lui parle du séminaire. « La mer et rien d'autre » répond-il. » On le laisse libre, il a treize ans. Il embarque au Havre en mars 1740 comme enseigne sur la Ville-de-Québec, capitaine Haudet, pour Québec. Pour avoir pris la défense d'un jeune mousse, il est frappé et mis aux arrêts.
Sa fierté n'accepte pas une telle punition. Lors d'une relâche à Pointe-Penouille (havre de Gaspé) à l'embouchure du Saint Laurent, il trompe un soir la surveillance dont il est l'objet et s'enfonce le 13 juin 1740 dans la forêt. Il erre pendant cinquante-cinq jours en longeant le Saint-Laurent pour rejoindre Québec. Pour s'orienter, le gamin n'a que le soleil ; pour se nourrir les fruits et les herbes de la forêt. Le 55e jour, il arrive à une chaumière, frappe à la porte et tombe évanoui. C'est une famille de braves canadiens, la famille Dubuisson, qui le recueillent pendant deux mois et le soignent comme un fils.
Le 28 septembre 1740, pour échapper au capitaine Haudet, il embarque sous le nom de Duvivier comme matelot sur une goélette, capitaine Guyon de Honfleur, à destination de l'Amérique. Il débarque au Cap-Français puis s'engage sur un flibustier faisant contrebande sur Porte-Rico, Carthagène ou dans le golfe du Mexique et qui désarme au Cap en juillet 1741.
C'est sur le Victor-Amédée, du Havre de Grâce, capitaine Coignel que le patron de canot, Duvivier reprend la mer en février 1742 pour l'Europe. Début avril, aux abords de la Manche, Le Victor-Amédée croise un navire granvillais, Duvivier est reconnu par le capitaine Clément et par son oncle Mulot du Rivage qui le croyaient mort, il débarque au Havre le 20 avril,. Il repart ensuite le 8 mai pour l'Amérique, embarqué comme lieutenant sur le Fleury, commandé par son oncle Tilly Le Pelley.

### En course et en guerre

#### De 1743 à 1748
Revenu au mois de juillet 1743, il suit à Caen des cours de mathématiques et d'hydrographie. Il est reçu garde de la Marine mais doit renoncer à l'école royale de la Marine, faute de revenus suffisants. Quand éclate la guerre avec l'Angleterre, il accourt au Havre en 1744 et s'engage sur un corsaire havrais de six canons, capitaine Vincent. C'est là qu'il reçoit le baptême du feu. Il monte à l'abordage, est blessé d'un coup de sabre au bras, et en donne beaucoup d'autres.
En juin, de retour à Granville, il est premier lieutenant sur la Françoise-du-Lac,, corsaire de 30 tonneaux, 6 canons et soixante hommes, goélette armée par Gille Vasse et commandée par Martin Poittevin. Près d'Ouessant, le corsaire granvillais ne peut éviter le combat inégal contre deux navires anglais mieux armés. Le combat durera 6 heures, Le Pelley, blessé par la mitraille au bras et à la cuisse gauche, est touché par un boulet ramé qui lui coupe la jambe droite, ; il a tout juste dix-huit ans.
Emmené à Falmouth, prisonnier, hospitalisé puis hébergé par un couple d'Anglais, il ne retrouvera Granville qu'au début de 1745 et, à la fin de l'année, il est parfaitement habitué à sa jambe de bois. M. Letourneur, le commissaire de la marine de Granville lui obtient une pension d'invalide de 180 livres par an, mais Pléville n'est pas d'un caractère à rester inactif.
Il repart en course en août 1745, comme lieutenant de frégate sur L’Argonaute commandé par Tilly Le Pelley, son oncle. Le but de la campagne est d'aller avec l'escadre de M. de Salvert, au secours de Louisbourg, mais la place est tombée aux mains de l'ennemi et l'escadre revient sans dépasser Terre-Neuve. Pléville passe ensuite au mois d'avril de l'année suivante, toujours sous les ordres de son oncle, sur le vaisseau Le Mercure qui fait partie de l'escadre envoyée en 1746, sous les ordres du duc d'Anville, pour reprendre le Cap-Breton,.
L'escadre est attaquée à son retour de Chibouctou par l'amiral Anson. Dans le combat un boulet emporte la jambe de bois de Pléville Le Pelley : « Le boulet s'est trompé, il n'a donné de l'ouvrage qu'au charpentier »,. Le vaisseau est capturé, l'équipage emmené à Plymouth, mais deux mois après Pléville est de retour à Granville.
On est au printemps de 1747. L'armement des corsaires est dans toute son activité et M. Léonor Couraye du Parc termine les préparatifs de sa superbe frégate, l'Aimable Grenot. Au cours de sa première campagne l'Aimable Grenot (40 canons, 400 hommes d'équipage) fait relâche à Granville fin mai 1747 et embarque 9 hommes d'équipage en supplément dont Pléville comme lieutenant avec comme enseigne son jeune cousin Louis Pierre Etienne âgé de 13 ans. La frégate croise dans la Manche et en quelques combats capture huit beaux navires anglais dont la vente produit de copieux dividendes. Pléville touche pour sa part 2 400 livres : jamais il n'a rêvé pareille fortune !
Il est bien moins heureux à la fin de l'année 1747 dans sa campagne sur le Comte de Noailles où il est officier en second. Ce corsaire est capturé dès le début de la course et Pléville se retrouve de nouveau prisonnier sur parole à Tavistock en Angleterre. Les échanges tardant à se faire, Pléville reprend sa parole et se fait mettre en prison. Quelques jours après, il trouve moyen d'escalader le mur, échappe, malgré sa jambe de bois, à la garde qui le poursuit et parvient, sans être vu, à se réfugier chez un tailleur français. La nuit suivante il prend la mer et ne tarde pas à arriver à Granville.

#### De 1748 à 1756
La paix est signée en 1748. Pléville prend alors le commandement de plusieurs navires de commerce. Observateur attentif, travailleur consciencieux, il devient fort instruit dans tout ce qui regarde son métier et les phénomènes atmosphériques n'ont presque plus de secrets pour lui. Il pousse si loin le goût de l'étude qu'il emploie ses loisirs à faire de Ouessant à Cherbourg les sondages que les ingénieurs n'ont pu mener à bien avec assez d'exactitude.
Un jour il passe pour perdu : un ouragan qui a fait de nombreuses victimes pendant l'automne de 1751, le sépare des navires avec lesquels il rentrait au port. On est sans nouvelles de lui et les matelots affirment avoir vu sur la côte de Cancale les épaves de son navire. Certains même témoignent, par écrit, avoir trouvé sur la grève son cadavre et l'avoir enterré. Pléville, pendant ce temps, fait en Angleterre un fructueux négoce et fait gagner 300 pour 100 à son armateur sans frustrer personne et peu de temps après il rentre tout joyeux à Granville.
Sa réputation lui fait confier quelques mois plus tard, en 1752 par l'armateur Thomas Hamel Grandpré, le commandement du plus beau navire de Granville, le Brillant, de 500 tonneaux et de 140 hommes d'équipage bien qu'il soit le plus jeune de tous les capitaines du pays. Il va pendant quatre ans à Terre-Neuve, en Méditerranée, aux Antilles,.

#### De 1756 à 1762
En 1756, le maréchal de Richelieu a besoin des navires du commerce pour l’expédition de Minorque. Pléville est délégué par les capitaines pour discuter leurs intérêts avec l'intendant, puis il prend part avec le Brillant au transport des troupes de l'expédition. L'amiral remarque la précision des manœuvres de ce navire, envoie ses compliments au capitaine et le Brillant est désigné pour aller chercher l'artillerie à Toulon et la débarquer, au fond d'une anse, en passant sous le feu du fort Malborough. Pléville remplit sa mission avec précision, mais son navire est criblé de boulets.
Il sert pourtant encore l'année suivante pour l'expédition de Corse car le maréchal veut garder Pléville et le charger du commandement du golfe de Juan où se trouvent les gros transports. Une frégate anglaise vient pour les attaquer pendant la nuit ; le Brillant, malgré l'infériorité de son artillerie, s'avance à sa rencontre, la canonne et la force à la retraite.
Georges Pléville Le Pelley se marie le 17 octobre 1757 à Marseille à trente-et-un ans avec Marie Ursule de Rambaud, fille de Jean qui est à la fois corsaire et armateur corsaire marseillais et négociant avec l'outre-mer. Le couple aura trois enfants
Les armateurs de Granville et de Saint-Malo auraient désiré lui confier leurs meilleurs corsaires et lui font des offres séduisantes. Mais Pléville vient d'avoir un fils et préfère commander un bateau ayant Marseille pour port d'attache. Il choisit le Colibri, trois-mâts armé en guerre et marchandises qui porte douze canons. L'équipage est étranger, car tous les français sont à ce moment au service du roi, mais le capitaine sait si bien le tenir en main et l'aguerrir, qu'en peu de temps il capture huit navires ennemis parmi lesquels un marchand de boulets qui ne se rend qu'après un combat acharné.
Le Colibri accompagne ensuite en 1758 La Clue-Sabran qui doit se rendre aux Antilles et le choisit pour éclairer la marche de la division. Comme on ignore la force de l'ennemi dans le détroit, Pléville a l'audace d'aller louvoyer dans la rade même de Gibraltar sous le canon de 14 vaisseaux et rapporte des informations qui sauvent l'escadre.
À son retour le général reconnaissant, lui obtient le brevet provisoire de lieutenant de frégate et le commandement d'un petit bâtiment de la marine royale l'Hirondelle. Ce brigantin armé de 14 pièces de 6 n'est pas de force imposante mais son capitaine est de taille à en tirer le meilleur parti. Après l'avoir fait modifier pour en faire un marcheur de premier ordre, il met à la voile vers la fin de novembre. Dès le lendemain deux navires ennemis tombent entre ses mains. Il les conduit à Alicante et mouille dans le port, non loin d'un bâtiment anglais de 24 canons, battant guidon rouge.
Invité par le consul, il rencontre le capitaine d'un troisième navire anglais. « Vous avez pris mes compatriotes » lui dit celui-ci, « mais si je vous avais rencontré, c'est moi qui vous aurais pris ». « Cela se peut » lui répond tranquillement Pléville Le Pelley, « buvons à nos santés ». Quelques mois plus tard, revenant des Antilles en escortant des bateaux de Marseille, il aperçoit un navire ennemi, fonce dessus et le prend. Le capitaine vaincu monte à bord. C'était celui qui, à Alicante, avait promis de lui faire baisser pavillon. Pléville ne bronche pas, le fait asseoir et lui versant à boire : « Buvons encore à nos santés » dit-il.
Après une fructueuse campagne aux Antilles, l'Hirondelle a touché Toulon puis veut franchir de nouveau Gibraltar le 8 mars 1762 quand trois corsaires anglais de la Compagnie anglaise des Indes se mettent en travers pour lui barrer la route. Pléville n'a que ses 14 petites pièces à opposer à leurs 44 canons. Il les attaque néanmoins les uns après les autres, en faisant pointer ses canonniers à démâter. Durant le combat, par un curieux hasard, un boulet vient encore lui enlever sa jambe de bois. « C'est la troisième fois que je perds la même jambe » dit-il en riant,. Au bout d'une heure les trois anglais se rendent. Cette capture couronne une campagne dont
le commandant de l'Hirondelle peut être fier, car il a fait, depuis sa sortie de Toulon, 32 prises et près de 1 500 prisonniers.

### Dans la marine royale
On finit par comprendre en haut lieu que ce simple capitaine du commerce, qui sert avec tant d'ardeur depuis vingt-cinq ans, mérite quelques égards et l'on croit faire beaucoup pour lui en lui accordant, le 17 août 1762, le grade de lieutenant de frégate et la place de second sur le chebec du roi, le Renard.

#### Capitaine de port à Fort-Royal
L'année suivante, François Louis de Salignac, marquis de Fénélon, gouverneur de la Martinique qui a pu l'apprécier, le fait nommer auprès de lui comme capitaine de port. Aussitôt arrivé à la Martinique, Pléville se rend compte des besoins de la marine. Il y a de quoi, en vérité, exercer son activité et ses talents d'administrateur ; car tout semble à faire.
Le bassin de Fort-Royal est comblé par onze navires marchands que les Anglais y ont coulés pendant leur occupation de l'île. Malgré le peu de moyens dont il dispose, le nouveau capitaine parvient à le dégager complètement. En peu de temps il dessèche le marécage, construit des quais, établit le poste. Toujours désintéressé, il croit devoir supprimer, à son détriment, la redevance que payaient les navires en entrant à Fort-Royal et qui avait été jusque-là le bénéfice du capitaine de port. Il rédige un traité sur la mâture ; les cartes étant défectueuses, il fait des sondages dans toutes les Antilles et lève le plan de toutes les rades,.
Chargé en même temps de se procurer le croquis du fort Saint-Christophe, au risque de se faire pendre comme espion par les Anglais, il réussit, en se rendant la nuit dans cette île, à en dresser un plan détaillé qui sert plus tard aux troupes du gouverneur de Bouillé. Par malheur, un matin ayant manqué son embarquement, il doit passer toute la journée caché dans un plan de cannes à sucre sous un soleil de plomb et frappé de congestion, il manque de mourir. L'administration doit l'envoyer en congé en France pour lui permettre de se rétablir. Son congé expiré, Pléville, dont le marquis de Fénelon a signalé les talents, est chargé par intérim de la direction de la marine à Marseille et nommé le 1er janvier 1766, au grade de capitaine de brûlot.

#### Gouverneur du port de Marseille

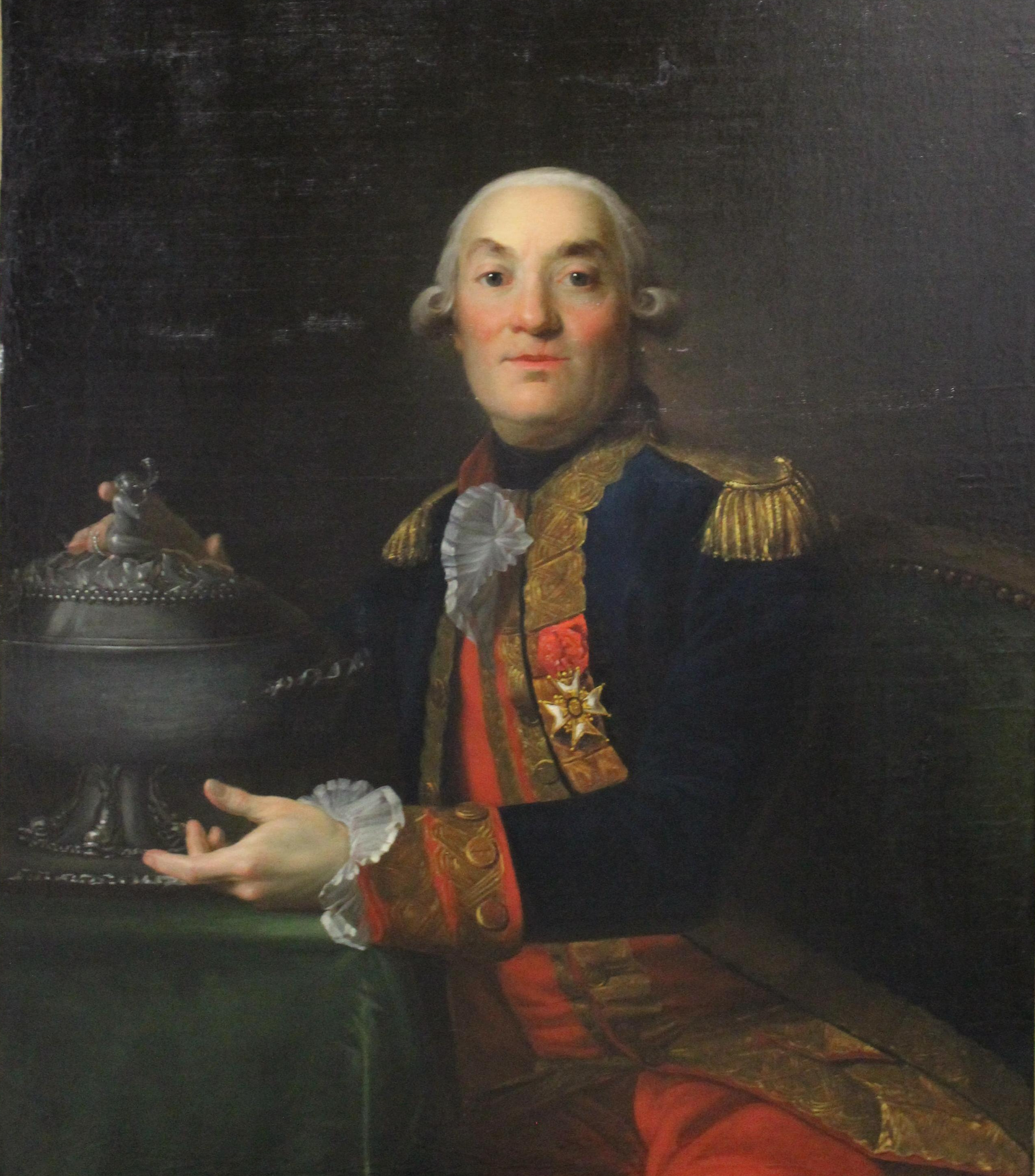
Portrait de Georges-René Pléville Le Pelley avec la soupière en argent in.

Il trouve le moyen d'exercer dans ce nouveau poste son esprit d'ordre et de justice et s'empresse de mettre fin aux abus. « Les agents ne protégèrent plus pour de l'argent, la police fut établie ; je fus la bête noire de tout le monde, mais on finit par m'estimer. ».
Dans la nuit du 1er mai 1770, première année de son commandement à Marseille, le tocsin sonne dans la tempête, un navire est en détresse ; à l'aube, on reconnaît la frégate britannique HMS Alarme. Pléville Le Pelley lui signale de jeter une ligne amarrée à une bouée mais celle-ci ne peut, en raison des brisants s'approcher de la côte. Il faudrait un nageur vigoureux mais les assistants déclarent la tentative impossible. Pléville se jette à l'eau, disparaît cinq fois sous les vagues, prend la ligne entre les dents et regagne le rivage. Puis, passant une amarre, il remet la frégate à flot, va vers elle à bord d'une tartane et la rentre au port à demi coulée,.
Les ingénieurs venus de Londres et de Toulon déclarent le renflouement du bateau impossible. Pléville le relève par des moyens de son invention, le radoube et le rend tout mâté à son capitaine. Celui-ci est Lord Jervis, bientôt connu sous le nom d'amiral Saint Vincent.
Dès l'année suivante, les lords de l'Amirauté envoient le capitaine Jervis avec sa frégate à Marseille pour remettre au lieutenant Pléville Le Pelley la lettre suivante : « Monsieur, La qualité du service que vous avez rendu à la frégate l'Alarme fait la noble envie et l'admiration de l'Anglais ; des travaux comme les vôtres méritaient que la Providence les couronnât ; vous avez dans votre âme une bien flatteuse récompense mais nous vous prions d'accepter comme gage de notre estime éternelle ce que le capitaine Jervis est chargé de vous remettre. Au nom et par ordre de Milord, Stephans,. »
Ce présent est une soupière d'argent. Dix ans après, lorsque son fils, jeune officier de marine, est capturé sur une frégate et conduit en Grande-Bretagne, l'amirauté britannique le fait renvoyer en France sans échange, après l'avoir autorisé à choisir trois de ses camarades pour les emmener avec lui,.
Le 31 mai 1770 il est nommé lieutenant de vaisseau et de port à Marseille : il n'a pas encore quarante-quatre ans et a enfin gravi tous les échelons des grades intermédiaires après 30 ans de services sur mer et près de 20 années de commandement. Le roi veut à son tour récompenser ses services et lui confère le 19 septembre 1773, la croix de Saint-Louis, cinq ans avant l'ancienneté réglementaire de service requise. Pléville est surpris de la diversité des emplois auxquels il est affecté cette année-là. Nommé successivement, lieutenant sur la corvette la Flèche, capitaine au régiment d'infanterie de Marseille, aide-major, puis commissaire de la marine, il reprend à la fin de 1773 son poste aux services du port. En 1776 il commande le Sagittaire, vaisseau de 50 canons avec lequel il fait une campagne à la Martinique.
Désigné, à son retour, pour recevoir le frère du roi à Marseille en juin 1777, il s'acquitte de cette mission à la satisfaction de tout le monde. Quelques semaines plus tard, il est chargé d'accompagner l'empereur d'Allemagne, Joseph II, frère de la reine Marie-Antoinette, et de lui répondre « sans trop éveiller sa curiosité. ».

#### Guerre d'indépendance américaine
En 1778 le comte d'Estaing termine à Toulon l'armement de la flotte de 12 vaisseaux et 15 frégates avec lesquelles il s'apprête à soutenir la cause de l'indépendance américaine. Sentant la jalousie des officiers rouges ,pour sa trop rapide carrière maritime, il demande qu'on lui donne Pléville et son fils, déjà enseigne depuis cinq ans, pour les prendre avec lui sur le Languedoc où il va arborer son pavillon. Pléville reçoit l'ordre le 9 avril, prend 24 heures pour régler ses affaires et préparer ses équipages ; le 11 il est à bord et le 13 on met à la voile.
L'amiral ne tarde pas à lui accorder toute sa confiance. Pléville doit s'occuper de tout et subvenir, dans des conditions très difficiles, aux besoins des vaisseaux et à la subsistance de 12 000 hommes. Chargé d'aller vendre les nombreuses prises que l'escadre a faites devant New-York, il s'en acquitte en un mois avec une correction et une habileté remarquables. Le compte qu'il rend de sa gestion est si satisfaisant que le général veut lui allouer en récompense 2 pour cent des 15 millions de la vente.
Pléville refuse ces 300 000 francs et répond qu'il est satisfait du salaire que le roi lui donne pour servir. Ce désintéressement est d'autant plus remarquable que Pléville-Le-Pelley est véritablement pauvre et que c'est à peine si, avec l'aide de son fils, il arrive à assurer l'entretien de ses petits-enfants qu'il a dû prendre chez lui à Marseille.
Tandis qu'il s'occupe à Boston de réapprovisionner l'armée achetant des blés et des farines au prix que demandent les américains, une émeute populaire éclate, causée, dit-on, par un désaccord entre le général Sullivan et l'amiral d'Estaing ; les deux français qui se trouvent à terre sont agressés. Pléville, très grièvement blessé, demeure longtemps estropié du bras gauche et M. de Saint-Sauveur, son second, blessé mortellement, succombe peu de temps après.
À quelque temps de là, le comte d'Estaing a besoin de trois cent mille francs pour le service de son escadre mais malgré ses démarches il ne peut se les procurer ; un négociant américain, qui connait Pléville, sa délicatesse et sa probité, offre de les lui prêter. Pléville, malade, doit plus tard se résoudre à rentrer en France en 1779, mais avant de partir il met son amour-propre à rendre fidèlement ses comptes.
Dignement apprécié au nouveau monde, Pléville-Le-Pelley reçoit du Congrès américain la décoration de Cincinnatus dès l'institution de cet ordre destiné à récompenser les officiers supérieurs qui ont le mieux servi la cause de la liberté.

#### Commandement de la marine à Marseille
À son arrivée en France, il apprend que sur la recommandation de l'amiral d'Estaing, le roi vient de le nommer capitaine de vaisseau. Toutes les puissances semblent s'unir en ce moment pour rendre justice à la valeur de Pléville-Le-Pelley. Désigné comme capitaine de vaisseau et de port pour aller prendre le commandement de la marine à Marseille, il rejoint son poste à la fin de 1779. D'après les mémoires de Barras, c'est lui qui en mai 1780 dégage le port de Marseille bouché par le Sartine échoué à l'entrée en le treuillant à quai.
Au moment où la fortune semble lui sourire, deux malheurs imprévus le frappent cruellement : en 1780 il perd sa femme et deux ans après, au commencement de 1783, son fils, âgé de 25 ans, succombe, à une maladie de quelques jours,. Pour vaincre sa tristesse, Pléville se plonge avec plus d'ardeur encore dans le travail. Appelé à Paris en 1785 par le ministre pour siéger dans diverses commissions maritimes ou commerciales qui réclament le concours de sa vieille expérience, il travaille pendant toute une année avec les plus hauts personnages du royaume : le maréchal de Castries, ministre, le maréchal de Beauveau, le marquis de La Fayette et M. de Fleurieu. Pléville est initié en franc-maçonnerie.
Pléville-Le-Pelley, qui a toujours montré un vif attachement pour sa ville natale, ne manque aucune occasion de revoir ce rocher de Granville où il retrouve avec attendrissement les souvenirs de son enfance. Malgré les difficultés du voyage, il profite à plusieurs reprises de son séjour à Paris pour venir passer quelques semaines au milieu des parents qui lui restent et des nombreux amis qu'il compte dans le pays
Pléville est ensuite victime d'une injustice qui l'attriste profondément. Un camarade de son fils, le lieutenant de vaisseau de Viefville, qui revient de l'Inde où il a commandé l'Annibal dans la division de Suffren, s'éprend de la plus jeune des filles du Commandant Pléville et la demande en mariage. M. de Viefville a peu de fortune, il sait que le commandant n'en a pas du tout et il vient lui faire l'offre suivante : « Vous avez assez fait pour le pays, prenez votre retraite : la pension de capitaine de vaisseau de première classe suffira à vos goûts modestes. Demandez qu'on me donne votre place et nous serons tous à l'aise. »
Pléville pense faire le bonheur de sa fille et sacrifie de sa carrière ; il demande au ministre d'accepter cette combinaison. M. de Montmorin, chargé du portefeuille de la marine, répond courrier pour courrier, envoie l'ordre du roi portant la retraite de Pléville et l'autorisation à Viefville de prendre immédiatement ses fonctions et d'en porter les insignes. M. de La Luzerne, le ministre, doit dès son retour à Paris envoyer les brevets. Le mariage se fait,.
On attend depuis plusieurs mois les brevets lorsqu'au mois de mars 1789 on apprend que seul celui de retraite est arrivé, qu'un certain Eyriès est nommé à la place du Commandant Pléville et que Viefville reste lieutenant. Cette criante injustice soulève l'indignation de la marine. Mais, on comprend qu'Eyriès est l'agent de la compagnie d'Afrique et que M. de La Luzerne, intéressé dans cette société, a été heureux de récompenser ses services sans bourse délier. Pléville sait qu'il ne peut obtenir justice ; il se confine dans sa famille et se consacre tout entier à soixante-trois ans à l'éducation de ses petits enfants.

### La Révolution

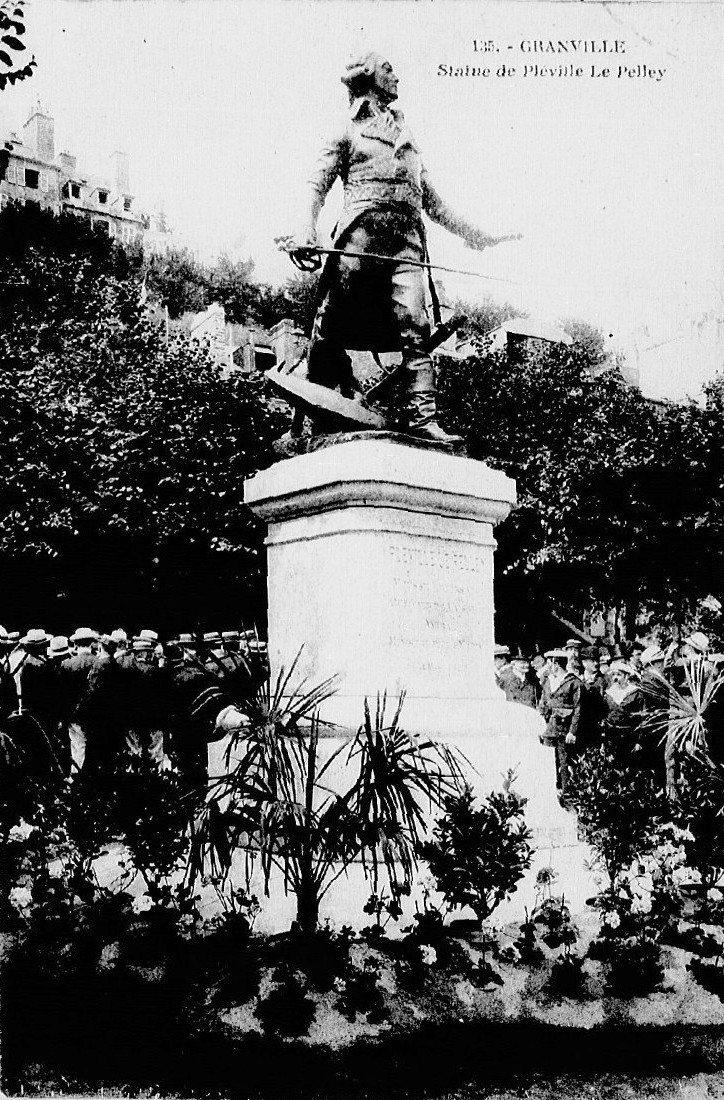
Statue de Pléville-Le-Pelley à Granville (1907): œuvre de Jean Magrou, déposée en 1942 pour être fondue

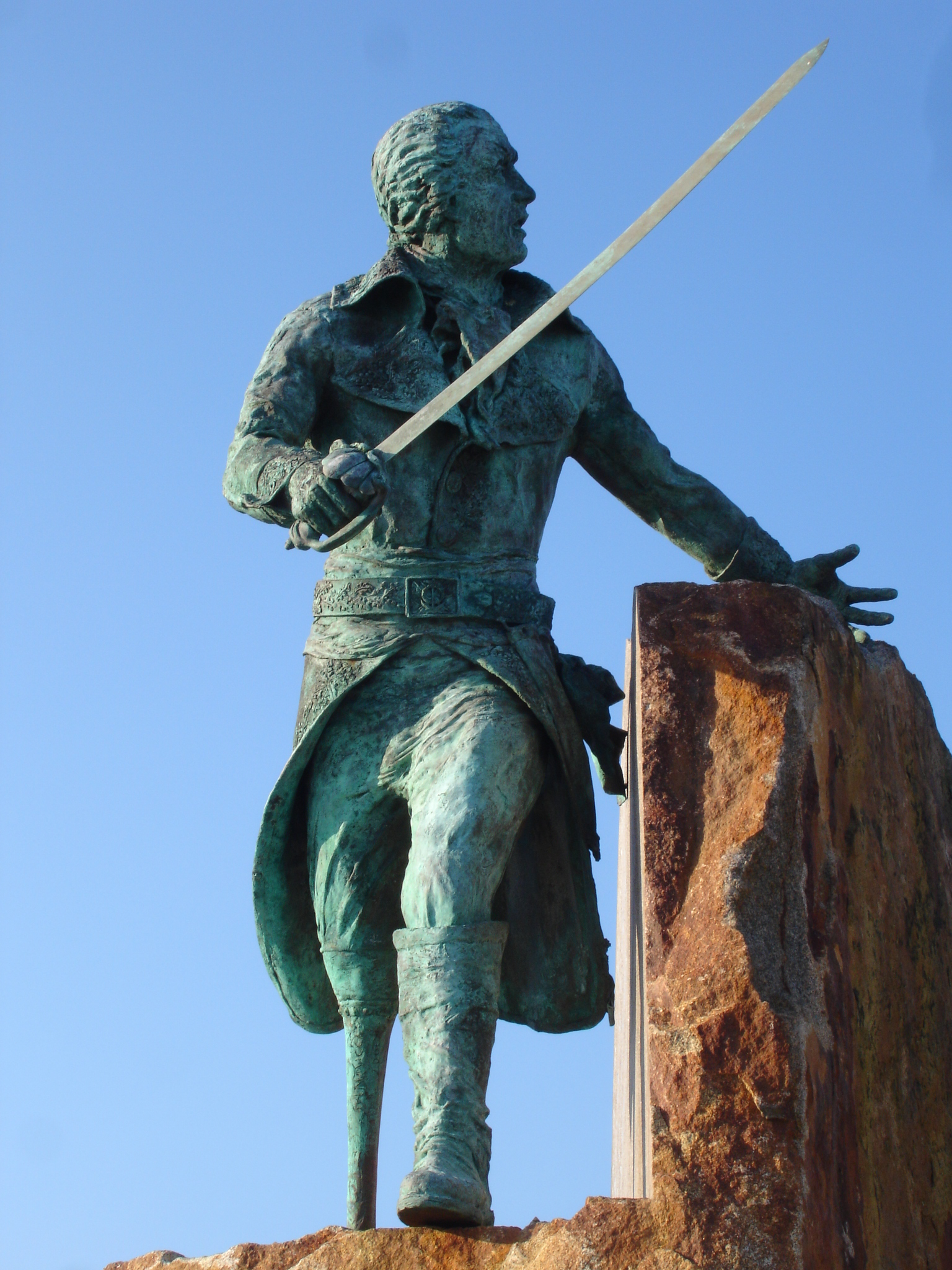
Statue de Pléville Le Pelley à Granville (2000) : œuvre en bronze de Serge Santucci, monument de granit de François Pougheol

Comme la plupart de ses compagnons d'armes, Pléville-Le-Pelley a rapporté de la guerre d'Amérique des aspirations vers la liberté et il est tout disposé, lui qui a subi l'injustice des privilèges et le bon plaisir des grands, à saluer la Révolution qui commence, comme la réformatrice de tous les abus.
Au milieu de l'exaltation des esprits, il garde sagesse et dignité, insensible à la peur comme à l'intérêt, guidé seulement par sa conscience. Il entre au club patriotique qui s'est formé à Marseille en 1790 et comprend des hommes de toutes les classes. Il se trouve vite en butte aux suspicions de tous les partis. Regardé par les aristocrates comme un roturier trop libéral, suspect aux ouvriers à cause de son grade et de ses décorations, odieux aux exaltés à cause de sa sagesse, il est empêché de faire autant de bien qu'il souhaiterait.
Pléville est impatient de se dévouer encore pour la Patrie et à combattre sous les trois couleurs, comme il l'a fait auparavant sous les fleurs-de-lys. En 1792, la patrie est en danger. Il insiste pour que la marine à laquelle l'émigration vient d'enlever un grand nombre d'officiers consente à utiliser ses services. Vu son âge, la loi ne le permet pas et Pléville doit rester à Marseille où il rend de grands services pendant les troubles. Les mesures énergiques qu'il fait prendre en 1792 sauvent Marseille du pillage. Puis il est envoyé pour rétablir l'ordre à Arles et à Cottignac où sa diplomatie obtient ce que la violence n'a pu imposer.
Au mois de septembre 1793, pendant la Terreur, il est envoyé par le comité du salut public prendre le commandement d’une division chargée d’escorter un convoi de ravitaillement bloqué à Tunis, en remplacement de Jean Gaspard de Vence accusé de trahison. Une fois sur place, il constate que Vence est réellement en difficulté et n’a aucunement failli à son devoir. Ignorant ses ordres, il le maintient à son commandement et lui offre simplement son aide. Ceci lui vaudra quelques difficultés avec les autorités au retour mais, grâce à lui, Vence sera totalement blanchi,.
Il est appelé, peu de temps après, à Paris à la commission de la marine pour être l'un des trois administrateurs qui préparent la loi du 3 brumaire an III (24 octobre 1794). Après avoir terminé ce travail, il fait armer en course 24 frégates qui infligent à l'ennemi des pertes cruelles et ramènent en France pour huit cents millions de prises. Le Directoire le veut comme ministre de la Marine, mais il refuse. Truguet est désigné et Pléville-Le-Pelley reste en réquisition auprès de lui comme chef de division. Sans ambition, il ne désire aucun grade et ne demande plus qu'à prendre du repos : « mon traitement actuel me tenant lieu de pension, écrit-il, je pourrais me retirer et finir ma carrière à Granville, ma patrie. »

### Suprêmes honneurs
Les passions politiques commencent à se calmer et Pléville se trouve entraîné au club constitutionnel, que Madame de Staël vient d'établir dans l'hôtel du marquis de Salm, aujourd'hui le palais de la Légion d'Honneur. Ce club, de nuance indécise, bien que Benjamin Constant le dise composé « de tout ce qu'il a d'estimable dans le parti républicain » comprend des gens, de toute opinion ; mais il a acquis par sa lutte avec le club royaliste de Clichy, une autorité, qui fait choisir en son sein les hommes dont a besoin le gouvernement.
Au mois d'avril 1797, Pléville-Le-Pelley est nommé plénipotentiaire, avec le citoyen Letourneur, qui vient de quitter le Directoire et Maret, le futur duc de Bassano. Sur instructions de Lazare Carnot, la délégation se rend à  Lille pour des négociations de paix infructueuses avec l'Angleterre représentée par Lord Malmesbury,,.

#### Ministre de la Marine
Trois mois après, le Directoire le rappelle pour lui confier le 1er fructidor an V (18 août 1797) le portefeuille de la marine, en remplacement de l'amiral Laurent Truguet, dans le ministère formé le 17 juillet 1797. L'ardeur de ce vieux brave de soixante-et-onze ans n'a pas faibli ; il travaille au ministère comme il a travaillé toute sa vie. Dès quatre heures du matin il est à son bureau où il dépouille lui-même toute sa correspondance et, avant de se rendre au Directoire à 11 heures, il a vu tous les services et donné toutes ses instructions.
Il se montre constamment, homme d'état intègre, ministre éclairé. « Sa probité sévère, son austérité de mœurs devaient ressortir davantage dans un temps où la corruption, la cupidité, le vil égoïsme et les intérêts les plus bas, semblaient de toutes parts assiéger le pouvoir ».
Le Directoire lui donne l'ordre d'aller inspecter les côtes depuis Granville jusqu'à Brest et lui fait délivrer 40 000 francs. Pléville remplit sa mission et ne dépense que 7 800 francs. À son retour il veut renvoyer à la trésorerie les 32 200 francs restants. On refuse de les reprendre ; il insiste : « Je ne reçois pas de gratifications pour avoir fait mon devoir ». Le gouvernement ne veut pas souscrire aux intentions du ministre mais Pléville se refuse à garder une somme à laquelle il estime n'avoir aucun droit et l'emploie à faire construire sur le ministère de la marine, un télégraphe qui jusqu'en 1840 rend de grands services à l'administration.
Les affaires sont alors dans un état déplorable ; il n'y a ni matériel dans les ports, ni argent pour continuer les travaux et payer les équipages. « J'étais sans cesse aux trousses du ministre des finances », nous dit Pléville. Mais le zèle du ministre de la marine ne peut suppléer à tout. Pour garder les équipages, on use d'un moyen qui a déjà réussi ; on prête les frégates à des particuliers pour en faire des corsaires.
La guerre est déclarée à l'Angleterre et le ministre s'enferme pendant huit jours pour préparer son plan de campagne. Le projet est applaudi par les marins les plus compétents, mais certains ont éveillé la défiance de Bonaparte et le jeune général semble perplexe. Pléville l'interpelle ainsi : « Avant de rien commencer, général, il faut que le ministre de la marine et le chef de l'armée aient entre eux une confiance respective. Je joins la mienne à celle de la nation, mais je ne vous suis pas connu, si j'obtiens la vôtre nous irons ; sinon je quitterai sans regret le ministère. » Le projet est adopté et le ministre se remet au travail pour faire armer tous les bâtiments depuis Toulon jusqu'à Flessingue.
Les armements se terminent et Pléville est de retour de Brest quand il comprend que tout est changé et qu'on prépare, en secret, à Toulon, une nouvelle expédition dont l'objectif semble être l'Égypte. Il ne cache pas sa façon de penser, prédit la difficulté de vaincre dans un tel pays, l'impossibilité de s'y maintenir et annonce l'écrasement de la flotte dans le port d'Alexandrie, prédiction qui sera bientôt confirmée par le désastre d'Aboukir. Et Pléville se retire le 28 avril 1798.
Le 5 octobre 1797, par arrêté du Directoire, il est nommé contre-amiral ; il est capitaine de vaisseau depuis dix-huit ans. Le 27 avril suivant, au moment où il quitte le ministère, il est promu vice-amiral. On répare par cet avancement rapide les injustices passées.

#### Commandement des ports dans la mer Adriatique
Après un repos de six semaines seulement à Granville, le vice-amiral est nommé en 1799, à soixante-douze ans, au commandement des ports de la République dans la mer Adriatique. II réorganise les forces navales à Ancône et Corfou avec tout ce que permet le peu d'argent dont il dispose. Quand il juge son rôle terminé il rentre en France. Après quarante-cinq jours d'un voyage pénible, il arrive enfin à Paris, remet ses rapports au ministre et prend définitivement sa retraite.
Après le coup d'État de Brumaire, le premier Consul le nomme le 3 nivôse an VIII (24 décembre 1799) dans la liste des soixante premiers sénateurs,, et, dès la création de la Légion d’honneur, le fait chevalier de l'ordre,, le 9 vendémiaire an XII (2 octobre 1803). Il sera nommé ensuite Grand-Officier le 25 prairial an XIII (14 juin 1805).

### Sa mort, les hommages
Georges-René Pléville Le Pelley meurt à Paris le 2 octobre 1805 après quelques jours de maladie au no 8 de la rue de la Grange-Batelière à Paris, ; il allait avoir quatre-vingts ans.
Le lendemain, le président du Sénat, François de Neufchâteau, qui a été ministre avec lui, prononce son éloge funèbre. La population granvillaise ressent vivement sa disparition et le 16 octobre elle se rend tout entière au service funèbre que la municipalité fait célébrer à Notre-Dame. « Ce jour-là fut un jour de deuil public. Tous les bâtiments de la flotte impériale les vergues en croix attestaient les regrets de la marine et le canon tiré d'heure en heure n'a cessé de se faire entendre jusqu'à la nuit. ».

L'amiral est inhumé dans l'un des deux cimetières de Montmartre, mais sa tombe n'est pas localisée et fait l'objet de recherches. L'Empereur charge l'Académie de rédiger son épitaphe, composée en latin lapidaire par Lemaire désigné à cet effet par ses collègues, ; dans ses mémoires, il écrit à son sujet :

« Pleville-le-Pelley fut choisi pour remplacer le ministre de la marine ; c'est un homme de poids, ancien noble, ancien officier supérieur, comme son père, dans les gardes du corps de Louis XVI. Il a embrassé franchement la cause de la révolution, il l'a fait dignement, et n'a trempé en rien de ce qui l'a salie. La France peut compter sur lui ; il n'a jamais aimé les Bourbons. »

Son portrait est au musée du Vieux Granville et sa statue domine le port de la cité. On pouvait voir son buste au château de Versailles, et au palais du Luxembourg,.

#### Ouvrages anciens
: document utilisé comme source pour la rédaction de cet article.
- Antoine Callot, Voyage religieux et sentimental aux quatre cimetières de Paris ; ouvrage renfermant un grand nombre d'inscriptions funéraires, suvies de réflexions religieuses et morales, Paris, L. Haussmann, 1809, 368 p. (lire en ligne), p. 80-83.
- A. Liévyns, Fastes de la Légion-d'honneur : biographie de tous les décorés, vol. Tome deuxième, Paris, au bureau de l'administration, 1844, 553 p. (lire en ligne), p. 409-410.
- Charles Mullié, Biographies des célébrités militaires des armées de terre et de mer : de 1789 à 1850, vol. Tome second, Paris, Poignavant et Cie, 18.., 602 p. (lire en ligne), p. 451-454.
- Guidelou, Notice sur la ville de Granville, Granville, 1846, 195 p. (lire en ligne), p. 55-70.
- « Georges-René Pléville Le Pelley », dans Charles Mullié, Biographie des célébrités militaires des armées de terre et de mer de 1789 à 1850, 1852 [détail de l’édition]
- Amédée Gréhan, La France maritime, Dutertre, 1853 (lire en ligne), p. 277-280.
- Louis Gabriel Michaud, Biographie universelle ancienne et moderne, vol. 33, Paris, A. Thoisnier Desplaces, 1862, 686 p. (lire en ligne), p. 516-518.
- Prosper Levot et Alfred Doneaud, Les gloires maritimes de la France : Notices biographiques sur les plus célèbres marins, Paris, Arthus Bertrand éditeur, 1866, 580 p. (lire en ligne), p. 397-399
- Jules Trousset, Histoire nationale de la Marine et des marins français depuis Jean Bart jusqu'à nos jours, Paris, Librairie illustrée, 1880, 796 p. (lire en ligne), p. 693-694.
- Dick de Lonlay, Les marins français depuis les gaulois jusqu'à nos jours, Paris, Garnier frères, 1886, 463 p. (lire en ligne).
- Paul Barras, Mémoires de Barras, membre du Directoire : Ancien régime-Révolution, vol. I, Paris, Hachette, 1895-1896, 372 p. (lire en ligne)
- Albert Révérend, Annuaire de la noblesse de France : fondé en 1843 par M. Borel d'Hauterive et continué sous la direction de Vte Albert Révérend, vol. 56 (58e année), Paris, Au bureau de la publication, 1900, 444 p. (lire en ligne), p. 204-211
- Fougeray du Coudrey, Pléville-Le-Pelley : Mousse-Corsaire-Officier de Vaisseau Amiral-Ministre de la Marine, Granville, Imprimerie de l'Avenir républicain, 1905, 69 p. (lire en ligne)
- Pierre Grandchamp, La mission de Pleville-Le-Pelley à Tunis (1793-1794), Tunis, Société anonyme de l'imprimerie rapide, 1921, 133 p. (lire en ligne)
- René Fernand Marie Le Pelley du Manoir, Yves Le Pelley du Manoir : 1904-1928, Paris, Société générale d’imprimerie et d’édition, 1931, 97 p. René Fernand Marie, vicomte Le Pelley du Manoir, est le frère aîné d'Yves du Manoir. L'ouvrage[Note 49] est consultable et téléchargeable depuis la bibliothèque centrale de l'École polytechnique [lire en ligne].

#### Ouvrages récents
- Michel Vergé-Franceschi, Marine et Révolution : Les officiers de 1789 et leur devenir, vol. 9, Paris, Histoire, économie et société, 1990 (lire en ligne), p. 259-286.
- Monique Le Pelley-Fonteny, « Itinéraire d’un marin granvillais : Georges-René Pléville Le Pelley (1726-1805) », Neptunia, Paris, no 55,‎ 2000
- Collectif, « Mémoires d’un marin granvillais : Georges-René Pléville Le Pelley : 1726-1805 », Les Cahiers culturels de la Manche, Saint-Lô,‎ 2000
- Georges Fleury, Le Corsaire : Pléville Le Pelley - 1726-1805, Flammarion, 2000, 429 p. (ISBN 978-2-08-067921-5)
- Monique Le Pelley-Fonteny, Gilles Désiré dit Gosset, Antoine Reffuveille, Rémy Villand, Les amiraux granvillais, catalogue de l'exposition 2006-2007, Conseil général de la Manche
- Hubert Granier, Marins de France au combat 1715-1789, Paris, Éditions France Empire, 1995
- Jean-Marc Van Hille, Les vicissitudes d'un marin provençal, Jean Gaspard Vence, 1747-1808, Paris, Service Historique de la Marine
- Jean Mabire, Grands marins normands, Ancre de Marine Éditions, 1993 (lire en ligne), p. 225 et suivantes
- Jean-Marc Van Hille, Dictionnaire des marins francs-maçons, Gens de mer et professions connexes aux XVIIIe, XIXe et XXe siècles : Travaux de la loge maritime de recherche La Pérouse, Paris, Editions L'Harmattan, 2011, Association ponantaise d'histoire maritime éd., 572 p. (ISBN 978-2-901952-81-7, lire en ligne)

#### Ouvrages pour la jeunesse
- Le corsaire à la jambe de bois, Maurice Collignon, illustrations de Pierre Leroy, Éditions Bias, coll. « Vastes Horizons », no 11, 1962; réédition 1969